# Subdivisions du Lesotho

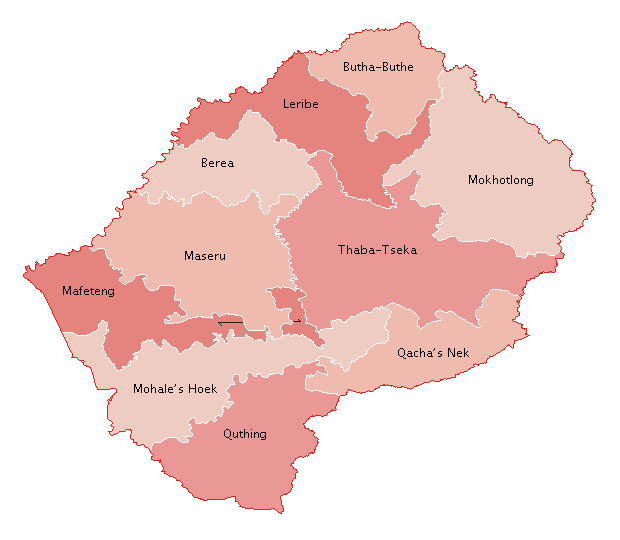
Carte du Lesotho présentant son découpage en districts

Le Lesotho est divisé en 10 districts, chacun ayant à sa tête un secrétaire de district.
1. Berea
2. Butha-Buthe
3. Leribe
4. Mafeteng
5. Maseru
6. Mohale's Hoek
7. Mokhotlong
8. Qacha's Nek
9. Quthing
10. Thaba-Tseka